# 페니 스미스 (사격 선수)
페니 스미스(영어: Penny Smith, 1995년 4월 21일~)는 오스트레일리아의 사격 선수로 주 종목은 트랩이다. 올림픽에 2회 참가했고 2024년 하계 올림픽에서 여자 트랩 종목 동메달을 획득했다.